# Eudialyte
L'eudialyte, du grec εὑ (« bien ») et διαλυτός (« dissoluble »), est un minéral rare du groupe des silicates (sous-groupe des cyclosilicates), décrit par Friedrich Strohmeyer en 1818 à partir d'un exemplaire issu de la côte sud-ouest du Groenland.

## Description
C'est un silicate de sodium, calcium et zirconium, de formule chimique Na15Ca6Fe3Zr3Si(Si25O73)(O,OH,H2O)3(Cl,OH)2. Sa dureté est de 5 à 5,5 et sa masse volumique de 2,8  à   3 g·cm-3. Il est soluble dans les acides, d'où son nom, et faiblement radioactif.

## Localisation
Ce minéral rare se trouve au Mont Saint-Hilaire au Canada, en Arkansas, au Groenland, dans certaines parties septentrionales de la Norvège et dans la péninsule de Kola au nord de la Russie (notamment dans le gisement des monts Khibiny et dans le massif du Lovozero).

## Groupe de l'eudialyte
Ce minéral fait partie d'un grand groupe complexe (ou extrêmement complexe) du même nom, de cyclosilicates trigonaux avec des anneaux triples (Si3O9)6 et neuf fois (Si9O27)18. Chez certains membres de ce groupe, deux anneaux pliés neuf fois sont reliés par un seul atome de silicium pour donner un groupe [(Si9O27)2SiO]34-.
| Groupe de l'eudialyte                                                     |
| Alluaïvite                                                                |
| Andrianovite                                                              |
| Aqualite (en)                                                             |
| Carbokentbrooksite                                                        |
| Davinciite                                                                |
| Dualite                                                                   |
| Feklichevite                                                              |
| Fengchengite                                                              |
| Ferrokentbrooksite                                                        |
| Georgbarsanovite                                                          |
| Golyshevite                                                               |
| Hydrorastsvetaevite                                                       |
| Ikranite                                                                  |
| Ilyukhinite                                                               |
| Johnsenite-(Ce)                                                           |
| Kentbrooksite                                                             |
| Khomyakovite                                                              |
| Labyrinthite                                                              |
| Manganoeudialyte                                                          |
| Manganokhomyakovite                                                       |
| Mogovidite                                                                |
| Odikhinchaite                                                             |
| Oneillite                                                                 |
| Raslakite                                                                 |
| Rastsvetaevite                                                            |
| Selsurtite                                                                |
| Sergevanite                                                               |
| Siudaïte                                                                  |
| Taséqite                                                                  |
| Voronkovite                                                               |
| Zirsilite-(Ce)                                                            |
| Ainsi que 21 minéraux en cours de description et 3 encore sans références |